# Johann Friedrich von Herrenschwand
Johann Friedrich von Herrenschwand (getauft am 28. April 1715 in Murten; † 1. Juni 1798 in Bern) war ein Schweizer Arzt.
Herrenschwand war Militärarzt in Flandern und 1740 Leibarzt von Friedrich Jakob von Hessen-Homburg. Von 1743 bis 1745 war er Stadtarzt von Murten. Im selben Jahr wurde er Leibarzt des Erbprinzen Friedrich von Sachsen-Gotha in Paris und 1750 Arzt des Schweizergarderegiments. 1755 kehrte er nach Murten zurück und war 1757 kurz Leibarzt von Herzog Friedrich III. von Sachsen-Gotha. Von 1764 bis 1768 plante er als Leibarzt von König Stanislaus II. August Poniatowski in Polen eine Reform des Medizinalwesens und wurde in den polnischen Ritterstand aufgenommen. 1779 wurde er als „consultierender“ Arzt nach Bern berufen. Er gilt als „weltläufiger Arzt und aufgeklärter Medizinalreformer“.

## Schriften (Auswahl)
- Abhandlung von den vornehmsten und gemeinsten innerlichen und äußerlichen Krankheiten. Bern 1788.